# Raymond Lefranc
 (mars 2025).
Raymond Lefranc, né le 9 février 1916 à Ressons-le-Long (Aisne) et mort le 6 juillet 1977 à Saint-Quentin (Aisne), est un syndicaliste agricole et homme politique français, député du parti communiste de 1956 à 1958.

## Biographie
Ouvrier agricole dans l'Aisne, il est engagé dans l'action syndicale à partir de 1935, et rejoint le Parti communiste l'année suivante.
En 1938, il est embauché comme ouvrier dans la bonneterie, à Tergnier, mais est rapidement licencié du fait de son activité militante, et notamment sa participation à une grève.
Pendant la guerre, il participe tout d'abord aux activités clandestine du PCF, avant de rompre les contacts en juin 1943, après que des consignes lui sont données de rompre avec son ami Paul Doloy.
Il rejoint le PCF en septembre 1944.
Il devient secrétaire du syndicat départemental CGT des ouvriers agricoles, puis secrétaire départemental de la fédération de l'agriculture CGT en 1952.
Candidat malheureux aux cantonales, à Vic-sur-Aisne, en 1949 et 1955, il est élu député en 1956, sur la liste menée par Adrien Renard.
À l'Assemblée, il apparaît comme un défenseur infatigable des ouvriers agricoles, plaidant notamment pour leur intégration dans le cadre général de la sécurité sociale.
Battu aux législatives de 1958 par André Rossi, il est de nouveau candidat, en vain, en 1962, dans la circonscription remportée par Jean Risbourg.
Dans les années 1960, il est secrétaire de l'union locale CGT de Saint-Quentin, et permanent syndical.
Il abandonne la vie militante au début des années 1970.

## Détail des fonctions et des mandats
Mandats parlementaires
- 19 janvier 1956 - 5 décembre 1958 : Député de l'Aisne